# Menetou-sur-Nahon

Menetou-sur-Nahon este o comună în departamentul Indre, Franța. În 1 ianuarie 2022 avea o populație de 143 de locuitori.